# براون، باوری & سی

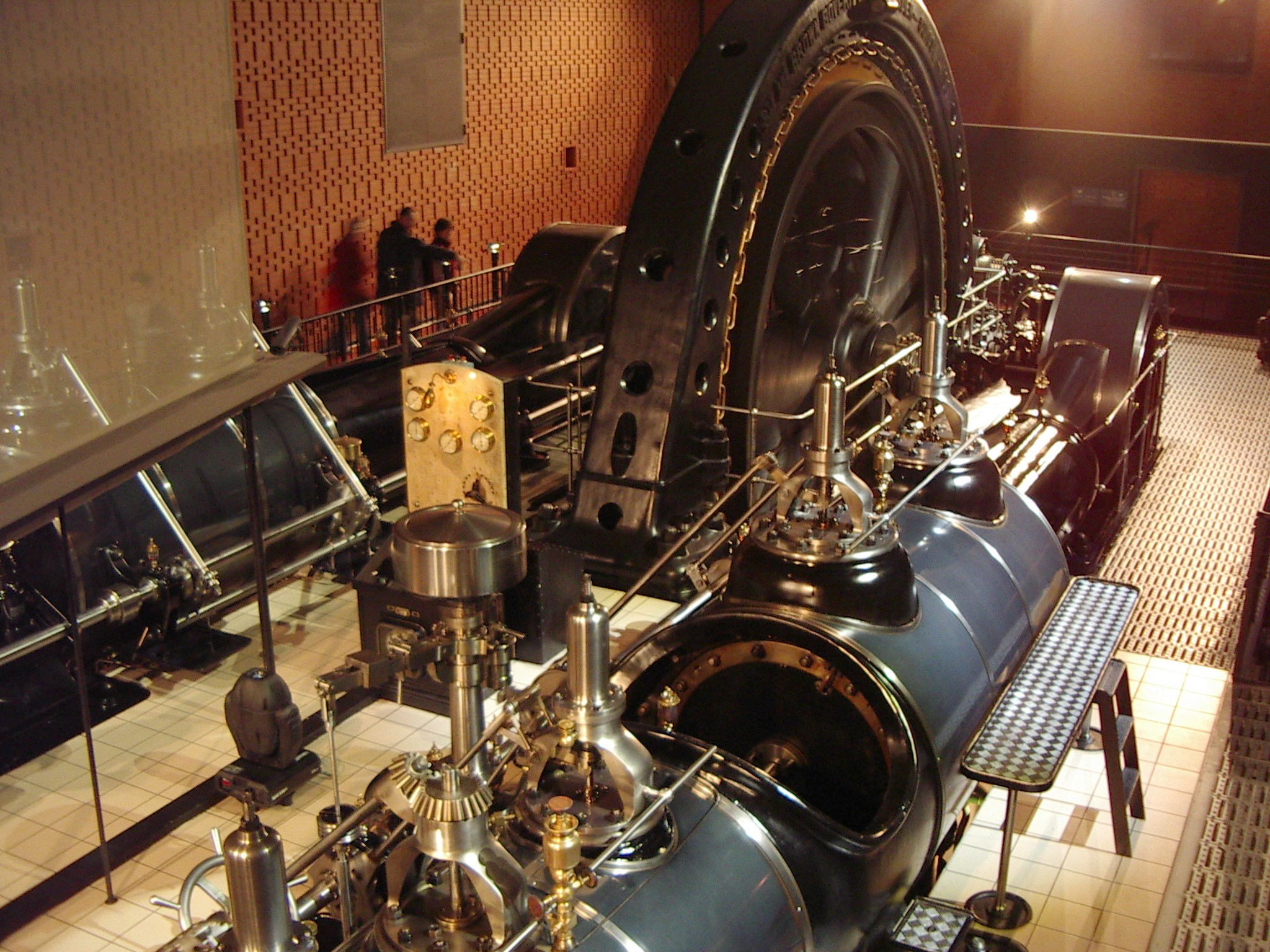

براون، باوری & سی (به انگلیسی: Brown, Boveri & Cie) مخفف شده BBC، یک شرکت سوئیسی در زمینه مهندسی برق بود. این شرکت در بدان، سوئیس، در سال ۱۸۹۱ توسط چارلز یوجین لانسلوت براون و والتر باوری تاسیس شد که در شرکت Maschinenfabrik Oerlikon کار می کردند. در سال ۱۹۷۰، بی‌بی‌سی مالک شرکت Maschinenfabrik Oerlikon شد. در سال ۱۹۸۸ با شرکت آاس‌ای‌آ ادغام شد تا گروه آب‌ب، شرکت تولید کننده DC موتورهای، موتورهای AC، ژنراتورها، توربو شارژرها، ترانسفورماتورها و تجهیزات الکتریکی لوکوموتیو را تشکیل دهد. بعضی از فناوری های شرکت بی‌بی‌سی در قایق های جنگی آلمانی جنگ جهانی دوم مانند فناوری کنترل عمق بکار رفته است.